# Ordre du Mont-Olivet
Pour les articles homonymes, voir Montolivet (homonymie).
L'ordre du Mont-Olivet ou congrégation bénédictine de Notre-Dame du Mont-Olivet (en latin : Congregatio Sanctæ Mariæ Montis Oliveti) est une congrégation monastique fondée en 1313 à Asciano en Italie près de Sienne. Elle fait partie depuis 1960 de la confédération bénédictine.

## Historique
L'ordre du Mont-Olivet est fondé en 1313 par saint Bernardo Tolomei (1272-1348, né Giovanni Tolomei) sur une colline qu'il appelle Monte Oliveto (le mont des Oliviers), avec Patrizio Patrizi et Ambrogio Piccolomini, deux de ses amis issus de familles nobles de Sienne. Ils vivent dans un premier temps en ermites, avant que ne soit construit un monastère, à la suite de l'approbation de la charte fondatrice par Guido Tarlati, évêque d'Arezzo, le 26 mars 1319. Ce monastère prend, quelques années plus tard, le nom de Monte Oliveto Maggiore (le grand mont des Oliviers) pour le distinguer des nouveaux établissements qui fleurissent à Florence, San Gimignano, Naples et dans d'autres villes, l'abbaye est ornée de fresques célèbres réalisées par Luca Signorelli et le Sodoma retraçant la légende de saint Benoît de Nursie. Avec l'arrivée en nombre de nouveaux membres, la communauté naissante se dote de la règle de saint Benoît avant d'être reconnue par le pape Clément VI en 1344.

## Activité et diffusion
Les Olivétains portent un habit religieux blanc. Leur vie quotidienne gravite autour de la liturgie des Heures et de la messe avec chant liturgique.
Ils sont présents en :
- Europe : Italie, Royaume-Uni, France (abbaye Notre-Dame du Bec, Mesnil-Saint-Loup, abbaye Notre-Dame de Maylis. L'abbaye de Clairval à Flavigny est issue de la branche olivétaine mais n'en est pas membre.
- Amérique : Brésil, États-Unis, Guatemala ;
- Asie : Corée du Sud, Israël (abbaye Sainte-Marie de la Résurrection d'Abu Gosh).

Leur maison-mère est l'abbaye territoriale Santa Maria de Monte Oliveto Maggiore près de Sienne (Toscane).
Fin 2008, l'ordre olivétain comptait 26 monastères avec 258 moines dont 155 prêtres.